# Bob Gansler
Robert Bob Gansler (Mucsi, 1º luglio 1941) è un ex calciatore e allenatore di calcio statunitense, di ruolo difensore.

## Nazionale

### Olimpica
Nel 1964 gioca un incontro con la nazionale olimpica di calcio degli Stati Uniti d'America impegnata nelle qualificazioni ai Giochi della XVIII Olimpiade.

## Palmarès

### Allenatore

#### Competizioni nazionali
- Campionato MLS: 1

K.C. Wizards: 2000
- Lamar Hunt U.S. Open Cup: 1

K.C. Wizards: 2004